# Ghita Nørby

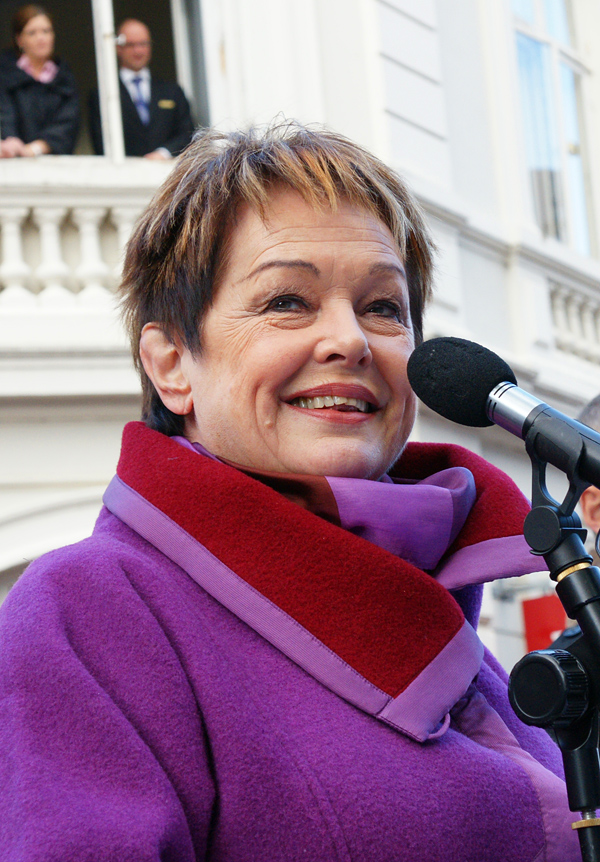
Ghita Nørby (2010)

Ghita Nørby (* 11. Januar 1935 in Kopenhagen) ist eine dänische Schauspielerin. Sie gehört heute zu den meistbeschäftigten und meistgeehrten Filmschauspielerinnen ihres Landes.

## Werdegang
Ghita Nørbys Eltern waren der Opernsänger Einar Nørby (1896–1983) und die Pianistin Guldborg Laursen (1903–2002). Sie debütierte im Jahr 1954 am Königlichen Theater in Kopenhagen, wo sie zuvor zwei Jahre lang die Eleveskole besuchte und anschließend bis 1959 als festes Ensemblemitglied engagiert war. Danach spielte sie von 1959 bis 1962 an der Allé-Scenen und in der Folgezeit an vielen weiteren Bühnen Kopenhagens. 
Ihr Filmdebüt gab Ghita Nørby im Jahr 1956 in Ung leg. Während der 1950er-und-1960er-Jahre war sie vor allem in Komödien erfolgreich, so unter anderem in Die Ferien meiner Frau (1967) oder in Die Olsenbande in der Klemme (1969). Ab den 1970er-Jahren begann sie sich auch als Charakterdarstellerin zu etablieren; 1976 erhielt sie ihre erste Bodil als beste Hauptdarstellerin in Den korte sommer. 1978 war sie als Ingeborg Skjern in der erfolgreichen Fernsehserie Die Leute von Korsbaek zu sehen.
Nach mehrjähriger weitgehender Filmabstinenz gelang Nørby im Jahr 1989 ein erfolgreiches Comeback mit der Titelrolle in Dansen med Regitze, für die sie mit ihrer zweiten Hauptrollen-Bodil sowie mit dem Robert ausgezeichnet wurde. Seitdem erhielt sie zahlreiche weitere Auszeichnungen; 1992 wurde sie die erste Schauspielerin, die die Bodil zum vierten Mal erhielt. Zudem erhielt sie auch zweimal den schwedischen Filmpreis Guldbagge. Daneben wurde sie 1996 mit dem Dannebrogorden und 2006 mit dem Preis der dänischen Königin für Verdienste in Kunst und Wissenschaft, Ingenio et arti, ausgezeichnet.

## Privates
Nørby war in erster Ehe ab 1956 mit dem Architekten Mogens Garth-Grüner (1930–1957) verheiratet, nach dessen Tod von 1958 bis 1962 mit dem Schauspieler Henrik Wiehe. Ihren dritten Ehemann, den italienischstämmigen Sänger Dario Campeotto, lernte sie 1962 während der Dreharbeiten zu Han, hun, Dirch og Dario kennen. Mit ihm lebte sie von 1964 bis 1969 in Turin; aus der Ehe ging ein Sohn, der Regisseur Giacomo Campeotto, hervor. Ihr vierter Ehemann war von 1970 bis 1978 der Schauspieler Jørgen Reenberg. 1984 heiratete sie schließlich den Kapellmeister, Pianisten und Komponisten Svenn Skipper.

## Filmografie (Auswahl)
- 1956: Ung leg
- 1960: Frihedens pris
- 1960: Baronesse (Baronessen fra benzintanken)
- 1961: Min kone fra Paris
- 1962: Feine Leute, so wie wir (Den kære familie)
- 1962: Han, hun, Dirch og Dario
- 1962: Das tosende Paradies (Det tossede Paradis)
- 1963: Das tosende Himmelbett (Pigen og pressefotografen)
- 1963: Immer, wenn sie baden ging (Hvis lille pige er du?)
- 1964: Blindgänger vom Dienst (Majorens oppasser)
- 1965: Siebzehn – Vier Mädchen machen einen Mann (Sytten)
- 1965: Die Flottenpflaume (Flådens friske fyre)
- 1966: Ich suche einen Mann
- 1967: Die Ferien meiner Frau (Min kones ferie)
- 1967: Vergiß nicht, deine Frau zu küssen (Elsk din næste)
- 1969: Die Olsenbande in der Klemme (Olsen-banden på spanden)
- 1970: Amour
- 1971: Ballade på Christianshavn
- 1976: Den korte sommer
- 1978–1982: Die Leute von Korsbaek – Fernsehserie
- 1979: Rend mig i traditionerne
- 1984: Ude på noget (Fernsehserie)
- 1986: Die Augen des Wolfes (Oviri)
- 1987: Babettes Fest (Babettes gæstebud, als Erzählerstimme)
- 1988: Katinka (Katinka)
- 1989: Tanzen mit Regitze (Dansen med Regitze)
- 1989: Walter og Carlo i Amerika
- 1989: Århus by Night
- 1991: Freud flyttar hemifrån
- 1991: Den goda viljan (Fernsehmehrteiler)
- 1992: Die besten Absichten (Den goda viljan)
- 1992: Sofie
- 1993: Det bli'r i familien
- 1994: Hospital der Geister I (Riget I) – Fernseh-Mehrteiler
- 1996: Hamsun
- 1997: Hospital der Geister II (Riget II) – Fernseh-Mehrteiler
- 1997: Bryggeren – Fernsehserie
- 2002–2004: Unit One – Die Spezialisten (Rejseholdet) – Fernsehserie
- 2003: Das Erbe (Arven)
- 2004–2006: Der Adler – Die Spur des Verbrechens (Ørnen: En krimi-odyssé) – Fernsehserie
- 2005: Fyra veckor i juni
- 2007: O’ Horten
- 2008: Was niemand weiß (Det som ingen ved)
- 2008: Die ewigen Momente der Maria Larsson (Maria Larssons eviga ögonblick)
- 2009: Die wilden Schwäne (De vilde svaner)
- 2009: Julefrokosten
- 2011: Mennesker i solen
- 2012–2012: Der Halbbruder (Halvbroren) – Fernsehserie
- 2014: Jauja
- 2014: Silent Heart – Mein Leben gehört mir (Stille hjerte)
- 2015: Nøgle hus spejl
- 2019–2020: Weihnachten zu Hause (Hjem til jul) – Fernsehserie
- 2022: Ein Sturm zu Weihnachten (A Storm for Christmas, Miniserie, 4 Episoden)
- 2022: Hospital der Geister (Riget III Exodus) 5 Episoden

## Auszeichnungen
- 1971: Henkel-Preis[1]
- 1973: Teaterpokalen
- 1976: Bodil – Beste weibliche Hauptrolle in Den korte sommer
- 1982: Bodil – Beste weibliche Nebenrolle in Pengene eller livet
- 1990: Bodil – Beste weibliche Hauptrolle in Dansen med Regitze
- 1990: Robert – Beste weibliche Hauptrolle in Dansen med Regitze
- 1992: Bodil – Beste weibliche Hauptrolle in Freud flyttar hemifrån
- 1992: Robert – Beste weibliche Hauptrolle in Freud flyttar hemifrån
- 1992: Europäischer Filmpreis – Beste weibliche Nebenrolle in Freud flyttar hemifrån
- 1993: Robert – Beste weibliche Nebenrolle in Sofie
- 1996: Kommandeur des Dannebrogordens
- 1997: Guldbagge – Beste weibliche Hauptrolle in Hamsun
- 2003: Zulu Award – Beste weibliche Nebenrolle in Arven
- 2004: Robert – Beste weibliche Nebenrolle in Arven
- 2006: Guldbagge – Beste weibliche Nebenrolle in Fyra veckor i juni
- 2006: Ingenio et arti
- 2013: Robert – Ehrenpreis